# A Tale of Decadence
A Tale of Decadence é o primeiro álbum da banda de metal Ecliptyka, lançado no Brasil em março de 2011 via Die Hard Records. O álbum foi gravado e mixado por Marcos Monegatto no estúdio MarkStudio em Jundiaí, São Paulo, produzido por Marcos Monegatto, Guilherme Bollini e Hélio Valisc, produção de vozes feita por Helena Martins e Ronnie Kneblewksi, e masterizado por Brendan Duffey (Angra, Almah e Torture Squad) no Norcal Studio em São Paulo. O álbum conta com a participação de Marcelo Carvalho nos vocais guturais de We Are the Same e de Danilo Herbert (Mindflow) nos vocais de Splendid Cradle e Berço Esplêndido.
Este álbum possui uma temática atual, com canções que falam sobre a destruição do Planeta pelo ser humano, crueldade contra animais, política e guerra. Tais letras têm o objetivo de disseminar tais questões, que são tão urgentes nos dias de hoje, e fazer com que seja dada maior atenção a elas pelo público.
| Críticas profissionais                                                      | Críticas profissionais |
| Avaliações da crítica                                                       | Avaliações da crítica  |
| Fonte                                                                       | Avaliação              |
| --------------------------------------------------------------------------- | ---------------------- |
| Arena Heavy                                                                 | [ 2 ]                  |
| Novo Metal                                                                  | [ 3 ]                  |
| Roadie Crew                                                                 | [ 4 ]                  |
| Whiplash!                                                                   | [ 5 ]                  |
| Esta tabela precisa de ser acompanhada por texto em prosa. Consulte o guia. |                        |

## Faixas
1. The Age of Decadence - 01:36
2. We Are The Same (Feat. Marcelo Carvalho) - 04:21
3. Splendid Cradle (Feat. Danilo Herbert) - 04:59
4. Fight Back - 05:43
5. Dead Eyes - 05:42
6. Echoes From War - 01:12
7. Hate - 03:51
8. Why Should They Pay? - 04:28
9. Look at Yourself - 04:09
10. I've Had Everything - 04:45
11. Unnatural Evolution - 02:52
12. Eyes Closed - 04:45
13. Berço Esplêndido (Part. Danilo Herbert) [Bonus Track] - 05:02

## Integrantes
- Helena Martins - Vocais.
- Hélio Valisc - Guitarras, Backing Vocals.
- Guilherme Bollini - Guitarra, Scream Vocals.
- Tiago Catalá - Bateria.
- Eric Zambonini - Baixo.